# Henry Pankhurst
Henry John Pankhurst (* 1884 in Newcastle-under-Lyme, Staffordshire; † 9. Mai 1921 ebenda) war ein britischer Leichtathlet.

## Karriere
Pankhurst startete für den Salford Harriers and Athletics Club aus Manchester und ging vornehmlich in den Sprintdisziplinen an den Start. Er trat mehrmals bei den Meisterschaften der englischen Amateur Athletic Association (AAA) an. Im Jahr 1906 konnte er dort sowohl über 100 Yards als auch über 220 Yards das Finale erreichen. Im 220-Yards-Lauf gelang ihm dies 1910 ein weiteres Mal. 1908 wurde er Nordenglischer Meister über 100 und über 220 Yards. Im darauffolgenden Jahr konnte er seinen Titel über die 100 Yards verteidigen. Über 220 Yards siegte er 1910 erneut.
Bei den Olympischen Spielen 1908 in London ging er in drei Disziplinen an den Start. Im 100-Meter-Lauf musste er sich in seinem Vorlauf dem US-Amerikaner Harry Huff um einen Yard geschlagen geben. Er verpasste somit den Einzug in die nächste Runde ebenso wie über die doppelte Distanz, über welche er gegenüber dem Kanadier Lou Sebert sowie Bill Hamilton aus den USA das Nachsehen hatte. Schließlich war Pankhurst auch Teil der britischen olympischen Staffel. Gemeinsam mit Jack Morton, Edwin Montague und Theodore Just belegte er jedoch nur den zweiten Vorlaufsplatz hinter den späteren Olympiasiegern aus den USA, was wiederum nicht zum Weiterkommen reichte.